# Méliphage de White
Conopophila whitei
Espèce
Statut de conservation UICN

 LC  : Préoccupation mineure
Le Méliphage de White (Conopophila whitei) est une espèce d'oiseau de la famille des Meliphagidae et du genre Conopophila.